# Vessament de color
S'anomena així a una problemàtica en la utilització de cromes per a la filmació o la fotografia. El vessament de color (color spill en anglès) es produeix quan la llum que arriba al croma rebota cap als objectes que cal filmar o fotografiar. Els objectes absorbeixen o reflecteixen aquesta llum, que és normalment blava o verda (donada pel color de la pantalla utilitzada), i la imatge resultant queda negativament afectada.
El problema sol ocórrer en zones que són semitransparents, com per exemple teixits molt fins i cabells o a través de materials com el vidre, elements com l'aigua, etc. Si la càmera capta aquesta llum en els objectes, les parts contaminades poden deixar veure el color original del croma o esdevenir transparents en el procés òptic de composició.
Per tal de reduir al màxim l'efecte cal, primerament, treballar amb un croma que reflecteixi la mínima llum possible i amb una il·luminació molt cuidada. Per altra banda, també és recomanable no trobar-se a prop d'objectes que siguin grans reflectors de llum, un exemple molt clar són les parets blanques. Per tant, si els elements del voltant són negres o de materials que absorbeixen la llum, s'evita que el rebot lluminós del croma, s'escampi per tot l'espai de treball i que el subjecte quedi contaminat.
El fet d'haver de treure el vessament de color després amb la postproducció pot ser un procés molt complicat. És un problema que pot provocar efectes de falsedat en les imatges, no donant la sensació de naturalitat en allò que s'està veient. És per això que cal reduir al màxim el vessament de color, per tal de proporcionar més veracitat a l'efecte que es produeix a través dels fons digitalitzats i que l'espectador apreciï una imatge que li sembli realista.